# جيتيشتي
زيتيستي (Житиште) هي مدينة في سريدنجي-بانات في مقاطعة فويفودينا في صربيا.
يبلغ عدد سكانها حوالي 3338 نسمة.

## معرض صور

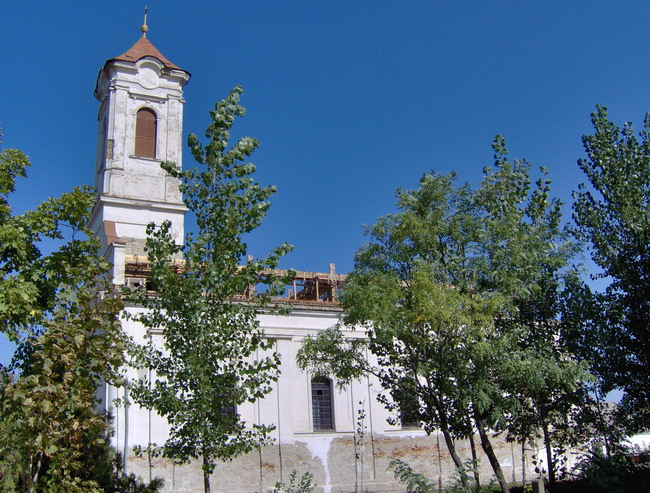
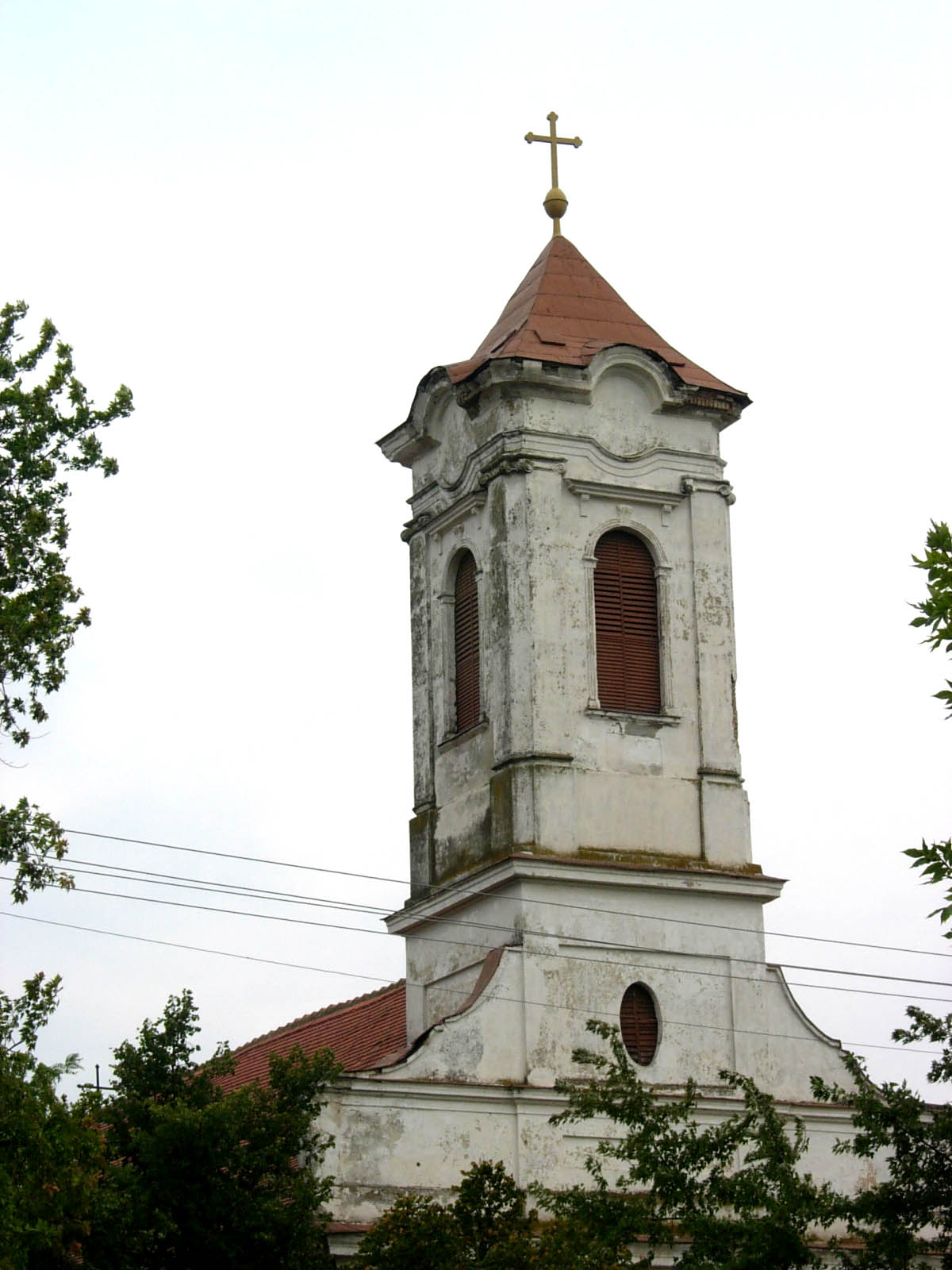
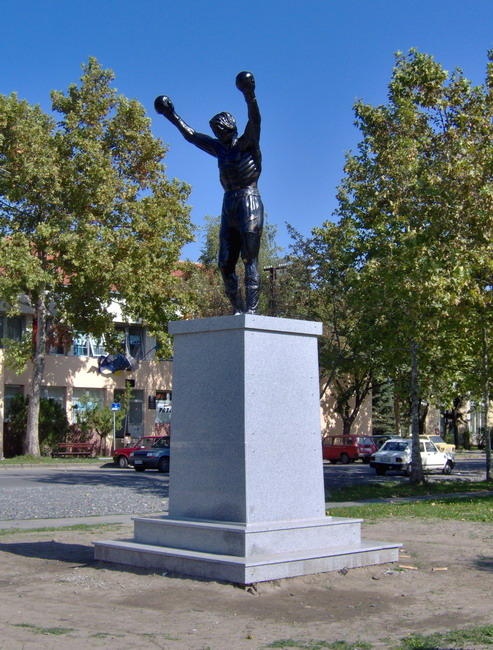
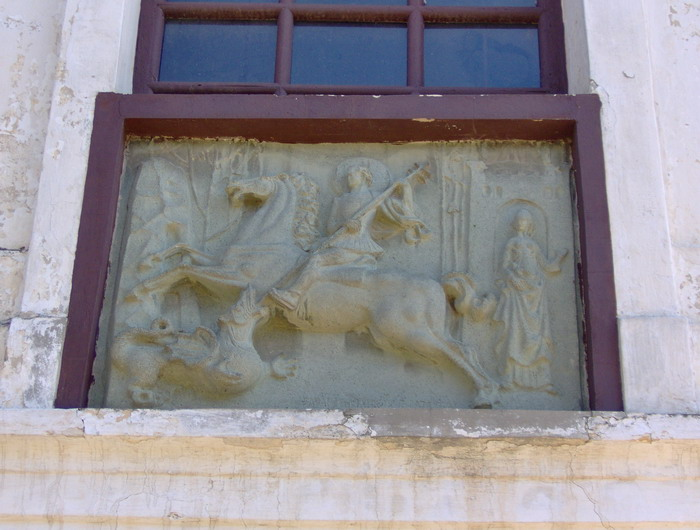

## أعلام
- رادومير أنتيتش